# 4180 Anaxagoras
4180 Anaxagoras је астероид главног астероидног појаса чија средња удаљеност од Сунца износи 2,609 астрономских јединица (АЈ).
Апсолутна магнитуда астероида је 13,0.